# Comuna Kohtla
Kohtla este o comună (vald) din Comitatul Ida-Viru, Estonia.
Comuna cuprinde 17 sate. Reședința comunei este satul Järve.

## Localități componente (Sate)
- Amula
- Järve
- Kaasikaia
- Kaasikvälja
- Kabelimetsa
- Kohtla
- Kukruse
- Mõisamaa
- Ontika
- Paate
- Peeri
- Roodu
- Saka
- Servaääre
- Täkumetsa
- Valaste
- Vitsiku